# Trochomeria
Trochomeria là một chi thực vật có hoa trong họ Cucurbitaceae.

## Loài
Chi Trochomeria gồm các loài: